# Lophogyne
Lophogyne é um género botânico pertencente à família Podostemaceae.
1. ↑  «Lophogyne — World Flora Online». www.worldfloraonline.org. Consultado em 19 de agosto de 2020